# Taalkundige kenmerken van het Gronings

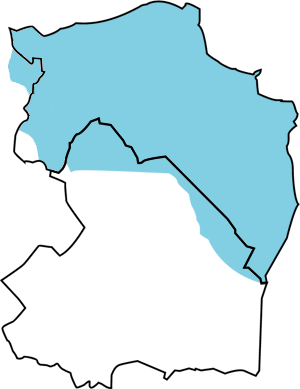
Het Groningse taalgebied

Het Gronings is een van de hoofdvariëteiten van het Nedersaksisch, en wordt gesproken in de provincie Groningen en in de grensgebieden van Drenthe en Friesland. In vroegere tijden is de provincie voor een groot gedeelte Friestalig geweest, waardoor de taal een grote Friese invloed ondergaan heeft en dus ook kan worden aangeduid als Friso-Saksisch. Dit heeft ten gevolge dat het Gronings nogal verschilt van de andere Nedersaksische streektalen. Een streektaal die wel sterk met het Gronings overeenkomt is het Oostfries in het Duitse Oost-Friesland, dat een groot gedeelte van zijn geschiedenis en cultuur met Groningen deelt.
De taalkundige kenmerken van het Gronings zijn dan ook zowel Fries als Saksisch getint en zorgen ervoor dat het Gronings, na het Limburgs en het Frans-Vlaams, het verst van het Nederlands af staat van alle streektalen in Nederland en Vlaanderen. De kenmerken van het Gronings die van het Nederlands en het Nedersaksisch verschillen, worden hieronder besproken.

## Uitspraak en letters
Het Gronings kenmerkt zich door bepaalde klanken en de aparte uitspraak van bepaalde letters. Deze kenmerken worden door niet-sprekers over het algemeen als "boers" ervaren, terwijl ze veel overeenkomsten hebben met de Duitse en Deense uitspraak. Bij de voorbeelden wordt sterk verwezen naar het IPA, het International Phonetic Alphabet. Enkele van de meest voorkomende tekens zijn ˢ en ʰ: deze geven aan dat de voorafgaande klank wordt uitgesproken met respectievelijk een lichte s-klank (zoals ook voorkomt in het Duits en het Deens) en een uitstoot van extra lucht, zoals bij de beginklanken van de Engelse woorden park, car, tip. Het teken ː geeft aan dat de voorafgaande klinker lang wordt aangehouden. De gecombineerde tekens n̩, m̩, ŋ̩ worden gebruikt om klanken aan te geven die een zelfstandige lettergreep vormen ondanks de afwezigheid van een klinker. Om nauwelijks hoorbare klanken weer te geven worden de tekens d̥ en b̥ gebruikt.

### Letters
In het Gronings komen verschillende lettercombinaties en accentstreepjes voor die niet in het Nederlands voorkomen of die anders worden gebruikt. Deze worden hieronder behandeld. De letters q en c worden niet gebruikt in het Gronings. De c kan echter wel voorkomen in de combinatie ch, ook al bestaat voor veel Groningssprekers deze combinatie enkel voor de sier; voor velen is er geen hoorbaar verschil tussen ch en g.
| letter | uitspraak | voorbeeld uitspraak |
| ------ | --- | --- |
| a      | een klank tussen è en aa in. Wordt voor l verder achter in de mond uitgesproken. IPA: a, aː, ɑ | dat [datˢ], kare [kʰaːrə] (kar), geval [ɣəvɑɫ] |
| aa     | een langere klank tussen è en aa in: aː, ɑː | naacht [naːxt] (nacht), aal [ɑːɫ] (wel) |
| ai     | ai of oi. Monoftongiseert voor veel sprekers tot donkere a voor l: ai, ɑi, ɑ | nait [naitˢ, nɑitˢ] (niet), akkenail [aɡəˈnɑɫ] (dakkapel) |
| aai    | de lang aangehouden variant van ai. Monoftongiseert voor l: aːi, ɑːi, ɑː | aainglieks [ˈaːiŋ̩liks] (eigenlijk), zaail [zɑːɫ] (zeil) |
| aauw   | een lang vastgehouden versie van Nl. ou, au, maar verder voor in de mond uitgesproken: aːu | blaauw [blaːu] (blauw) |
| e      | Als Nl. korte of lange e; lange e zoals in blèren of een sjwa. De lange e is altijd een diftong. Klinkt voor een l richting korte o: ɛ, ɛː, eːi, ə, ɐ | t westen [tˢʰ ͡ ʋ̥ɛsn̩] (het westen), doe bis west [du bɪz ͡ ʋ̥ɛːst] (jij bent geweest), bèr [bɛːr] (bed), toavel [tˢʰʊːvɐɫ] (tafel)                                                 |
| ee     | Nl. ee, maar nooit uitgesproken als monoftong: ei | nee [nei] |
| eu     | Nl. eu, maar altijd als diftong: ʏy | scheuvellopen [ˈsxʏyvɐˌɫoub̥m̩] (schaatsen) |
| eur    | Gemonoftongiseerde versie van eu: ʏːr | deur [dʏːr] |
| g      | oorspronkelijk stemhebbend, steeds vaker als "harde" ch: ɣ, x, χ | Grunnen [ˈɣrʏn̩, χ(r)ʏn̩], ofgeven [ˈɔːfˌxeːb̥m̩] (afgeven) |
| ì      | ee zoals in Nl. peer, maar nasaal: ɪ̃ː | t ìnd [tˢʰɪ̃ː(n)tˢ] (het einde) |
| ie     | als Nl, of als ee in Eng. to need: i, iː | mie [mi] (mij), kiend [kʰiːntˢ] (kind) |
| ij     | als (ouder) Nl. ei, ij, maar langer aangehouden.: ɛːi | twij [tʰˢʋ̥ɛːi] (twee) |
| k      | sterk geaspireerd, behalve wanneer geplaatst naast s of een nasaal. Klinkt tussen klinkers en naast stemhebbende plosieven als Eng. g als in girl: kʰ, k, ɡ | keren [ˈkʰɪː(r)n̩], skoren [skʊː(r)n̩], (scoren) ik bin [ɪɡ ͡ ˈbẽn] (ik ben) |
| l      | als in Nl., maar gevelariseerd ("donker") naast klinkers die achter in de mond worden uitgesproken en in de lettergreepauslaut.: l, ɫ | liest [ˈliːst] (lijst), laif [laif] (lief), bellen [ˈbɛːɫn̩, ] |
| n      | als Nl. n. Omdat in de veelvoorkomende uitgang -en de klinker wegvalt, wordt de n vaak uitgesproken als een opzichzelfstaande lettergreep. Bijkomstig past de nasaal zich aan aan de voorafgaande medeklinker: alveolair na een alveolair, labiaal na een labiaal, enzovoort: n, n̩, m̩, ŋ̩                                              | noeit [nuːitˢ] (nooit), katten [ˈkʰad̥n̩], hebben [ˈɦɛb̥m̩], vangen (ˈvaŋ̩) |
| o (ò)  | als Nl. korte of lange o, of als lange o in corps. Omdat deze klinker contrasteert met o/ó (hieronder beschreven) wordt zij soms geschreven als ò om verwarring te voorkomen.: ɔ, ɔː, ou | stok, (stòk) [stɔkʰ], potje, (pòtje) [pʰɔdjə], holt [ɦɔːɫtˢ] (hout) |
| oo     | nooit een monoftong, als in sommige versies van Nl.: ou | rood [routˢ,] |
| o (ó)  | de korte variant van Gr. oa (hieronder beschreven), en wordt soms om verwarring te voorkomen geschreven als ó.: ʊ | stok, stók [stʊkʰ] (stuk), pótje [pʰʊdjə] (zuigeling) |
| oa     | oo als in Nl. oor: ʊː | doar [dʊːr] (daar) |
| ö      | ongeveer zoals in de Nederlandse uitspraak van shirt en freule. Wordt lang vastgehouden voor een r, die vervolgens vaak wegvalt: œ, œː | röt [rœtˢ] (verrot; rat), börg [bœː(r)x] (burcht) |
| p      | kan net als k sterk worden geaspireerd. Wordt stemhebbend tussen klinkers en bijna onhoorbaar naast een lettergreepvormende nasaal: pʰ, p, b, b̥ | peerd [pʰɪː(r)tˢ] (paard), spoaren [ˈspʊː(r)n̩] (sparen), dopen [ˈdoub̥m̩] |
| r      | uitspraak verschilt sterk per spreker: sommigen gebruiken een tongpunttril-r, anderen een brouw-r, weer anderen een gerolde uvulaire r als in het Duits. Kan tussen een lange klinker en een medeklinker wegvallen: r, ʀ, ʁ | raand [raːntˢ] (rand), steert [stɪː(r)tˢ] (staart) |
| sj     | Voor oudere sprekers nog een combinatie van twee klanken s en j, maar voor veel sprekers een enkele klank zoals in het Engels: sj, ʃ, ɕ | sjomp [ʃʊmp] (armoedzaaier) |
| t      | affricatiseert onder alle omstandigheden naar ts, tenzij omsloten door andere medeklinkers of aan het eind van een woord naast s. Wordt sterk geaspireerd uitgesproken onder dezelfde omstandigheden als k en p, en wordt onder bepaalde omstandigheden net als die twee fonemen stemhebbend of nauwelijks hoorbaar: tˢʰ, tˢ, t, d, d̥ | toes [tˢʰuːs] (thuis), aacht [aːxtˢ] (acht), stoan [stʊːn] (staan), katten [ˈkʰad̥n̩]                                                                                             |
| tj     | als een combinatie van twee klanken of als een enkele palataal: tj, c | Tjoop [coupʰ] (een minachtenswaardig persoon genaamd Joop), tjoenke [cuːŋɡə] (van toenke met het tj-voorvoegsel: een slecht tuintje, of een vergelijkbaar afwijzende uitspraak) |
| ui     | langer vastgehouden dan in het Nl, en nooit diep uitgesproken (als aa-uu of aai) zoals in het Poldernederlands: əːy | bluien [ˈbləːyn̩] (bloeien) |
| v      | In de regel stemhebben, maar naast stemloze medeklinkers als f. Wordt voor een lettergreepvormende nasaal bilabiaal en bijna onhoorbaar: v, f, b̥ | vaarf [vaː(r)f] (verf), ofvaarfd [ˈɔːˌfaː(r)ftˢ] (afgeverfd), vaarven [ˈvaː(r)b̥m̩] (verven)                                                                                      |
| w      | niet een labiodentale fricatief zoals in het Nl., maar uitgesproken zonder hoorbare wrijving: ʋ̥ | waark [ʋ̥aː(r)kʰ] (bezigheid) |

### Combinaties
In het Gronings worden vaak klinkers "ingeslikt" of net even anders uitgesproken in een combinatie. Ondanks dit inslikken, wordt het woord wel voluit geschreven, dus niet loopm of loopn, maar gewoon lopen.
| letter           | uitspraak | voorbeeld uitspraak                                            |
| ---------------- | --------- | -------------------------------------------------------------- |
| -pen, -ben, -ven | b̥m̩        | lopen [ˈloub̥m̩] lopen, hebben [ˈɦɛb̥m̩] hebben, even [ˈeib̥m̩] even |
| -men             | m̩         | nemen [ˈnẽm̩] nemen                                             |
| -ten, -den       | d̥n̩        | peerden [ˈpɪː(r)d̥n̩] paarden, proaten [ˈprʊːd̥n̩] spreken, praten |
| -zen             | zn̩        | lezen [ˈleizn̩] lezen                                           |
| -nen, -nden      | n̩         | runnen [ˈrʏn̩] rennen, landen [ˈlan̩] landen                     |
| -ken             | ɡŋ̩        | moaken [ˈmʊːɡŋ̩] maken                                          |
| -chten           | xŋ̩        | wachten [ˈʋaxŋ̩] wachten                                        |
| -gen             | ŋ         | maggen [ˈmaŋ̩,̩] mogen                                           |
| -eln             | ɐɫn       | kwedeln [ˈkʰʋ̥eidɐɫn, ˈkʰʋ̥eirɐɫn] kletsen                       |
| -ern             | ə(r)n     | vouern [ˈvɔu̯ə(r)n] voederen                                    |
| schr-            | sxr, sʁ   | schrieven [ˈsxrib̥m̩, ˈsʁib̥m̩] schrijven                          |

## Gevolgd door een -e
Als bepaalde medeklinkers gevolgd worden door een -e veranderen ze van klank. Ze worden dan stemhebbend. Dit verschijnsel komt vooral in het Veenkoloniaals voor.
| Letter | Hoogelandsters    | Veenkoloniaals      |
| ------ | ----------------- | ------------------- |
| k      | mok [mʊkʰ]        | mokke [ˈmʊɡə]       |
| p      | klomp [kʰlʊmpʰ]   | klombe [ˈkʰlʊmbə]   |
| s      | schaans [sxaːns]  | schaanze [ˈsxaːnzə] |
| t      | tìnt [tˢʰɪ̃ː(n)tˢ] | tìnde [ˈtˢʰɪ̃ː(n)də] |
| f      | plof [pʰlɔf]      | plovve [ˈpʰlɔvə]    |

## Zinsuitspraak
Bij de uitspraak van zinnen worden veel letters vaak weggelaten en worden woorden aan elkaar geplakt. Groningers en Groningssprekende Drenten en Friezen spreken dan ook sneller dan sprekers van andere streektalen. Het West-Vlaams kent dit verschijnsel echter wel. Bijvoorbeeld:
Spelling: "Dat het hai aiglieks nait doan," zegt zien bruier
Uitspraak: Daddedde ailieks nai doan, sètsien bröjr
IPA: [dad ͡ ˈɛd ͡ ə ɑliks ˌnai ͡ ˈdʊːn sɛtˢ ͡ sin ˈbrəyər]
Spelling: Woarom schriefst doe heur nait woar of t is?"
Uitspraak: Woarem sriefstoeheur naait woaroft is?
IPA: [ʋʊːrəm ˈsriːfs ͡ tˢu ͡ ø̞r ˌnaid ͡ ʋʊːr ɔf ˈtˢ ͡ ɪs]
Spelling: Dij kerel staait doar nou al doagen laank te wachten
Uitspraak: Dij kirrol staaitoar nouwaal doakhnglaank twach-chen
IPA: [dɛi ˈkʰɪrɐɫ staːit ͡ tˢʊr nɔu ɑːɫ ˈdʊːŋ̩ ˌlaːŋkʰ tˢ ˈʋ̥axŋ̩]
Spelling: Maggen joe doar nait in?
Uitspraak: Makhngjoe dernaidìn?
IPA: [ˈmaŋ̩ ju dənaiˈdẽn]

## Persoonlijke voornaamwoorden

### Naamvalsvormen
| Nominatief  | Bezittelijk | Bezittelijk-zelfstandig | Voorwerpsvorm (Datief & Acc.) |
| ----------- | ----------- | ----------------------- | ----------------------------- |
| ik          | mien        | mienent                 | mie                           |
| doe         | dien        | dienent                 | die                           |
| hai, zai, t | zien, heur  | zienent, heurent        | hom, heur                     |
| wie         | ons         | onzent                  | ons                           |
| ie/joe      | joen        | joenent                 | joe                           |
| zai         | heur        | heurent                 | heur                          |

### Doe
In de eerste naamval kan, net zoals in het Fries, het woord doe (jij) vaak worden weggelaten. Voor elk woord dat voor doe staat, komt namelijk -s achter, waardoor men al weet dat doe erachter hoort. Wanneer doe wel gebruikt wordt, wordt de nadruk hierop gelegd. Bijvoorbeeld:
Mindergebruikt Gronings: Kinstoe bloumen nog even woater geven, ik docht datstoe dat al doan haarst.
Meergebruikt Gronings: Kinst bloumen nog even woater geven, ik docht datst dat al doan haarst.
Nederlands: Kun je de bloemen nog even water geven, ik dacht dat je dat al had gedaan.
Gronings: Hest dat doan?
Nederlands: Heb je dat (even) gedaan?
tegenover:
Gronings: Hestoe dat doan?!
Nederlands: Heb jij dat gedaan?!
In het Gronings is het onbeleefd om tegen onbekenden doe te zeggen, behalve als zij zelf aangeven dat je doe mag zeggen. Wanneer men elkaar voor de eerste keer aanspreekt gebruikt men altijd ie (u). In sommige gevallen hebben mensen ook liever dat zij ie genoemd worden. In tegenstelling tot in het Nederlands wordt in het Gronings het woord ie niet gelijk geassocieerd met ouderen of hogergeplaatsten, maar met een algemeen respect. Sommige mensen noemen zelfs hun ouders en schoonouders ie.

### Ons
In het Gronings kunnen de bezittelijke voornaamwoorden ons (ons of onze) en joen (uw of jullie) gebruikt worden om familie of andere dichtbij gerelateerde personen aan te duiden. Bijvoorbeeld:
Gronings: Ons Gesina is aaltied te loat.
Nederlands: Gesina is altijd te laat.
Gesina is dan een naburig persoon van de spreker, waarschijnlijk een dochter of een zus. Het kan ook andersom: Joen Gesina is aaltied te loat. In dit geval is Gesina dus een naburig persoon van de ontvanger. Dit is alleen mogelijk met de meervoudsvormen; wanneer in het Nederlands gezegd wordt mijn moeder wordt dit ook vertaald met ons moe/ma/mou/mem. Men zegt dus nooit Mien/Dien Greta is aaltied te loat.

## Werkwoorden
Het Gronings kent een aantal kenmerken wat betreft werkwoorden die het Nederlands niet kent. Naast vertalingen zijn ook de vervoegingen, het voltooid deelwoord en bepaalde vormen van werkwoorden anders.

### Regelmatige werkwoorden
Hieronder de vervoegingen voor regelmatige werkwoorden. Dit zijn in het algemeen ook de achtervoegsels voor onregelmatige werkwoorden; vooral de stam kan daar wisselend zijn. Bij de derde persoon enkelvoud (hai-vorm) kan de -t in sommige dialecten ook weggelaten worden, en op het Hogeland wordt de t van de tweede persoon enkelvoud (doe-vorm) soms weggelaten. Wanneer de stam op een -l of een -r eindigt komt er bij de meervoudsvormen enkel een -n achter, dus geen fiedelen maar fiedeln voor het Nederlandse vioolspelen.
Ik STAM
Doe STAM + st
Hai STAM + t
Wie STAM + en
Ie/joe STAM + en
Zai STAM + en
Voorbeeld:
Werkwoord: denken
Ik denk
Doe denkst
Hai denkt
Wie denken
Ie/joe denken
Zai denken
De persoonlijke voornaamwoorden kunnen een verandering ondergaan wanneer werkwoord en voornaamwoord worden omgedraaid, zoals in vraagzinnen. De oorspronkelijke vorm van het voornaamwoord wordt dan gebruikt in geval van nadruk op de persoon.
Denk k? / Denk ik?
Denkst? / Denkstoe?
Denkt e? / Denkt hai?
Denkve? / Denken wie?
Denken joe? / Denken ie?
Denken ze? / Denken zai?
De meervoudsvorm wordt in het Gronings dus gemaakt door -en of -n erachter te plakken. Dit is een kenmerk dat het Gronings, net als het verwante Oostfries, onderscheidt van de andere Nedersaksische dialecten. In het Drents bijvoorbeeld zegt men wiej hebt (wie hebben) en iej bint (ie binnen). Dit verschijnsel is een overblijfsel uit het Fries.

### Onregelmatige werkwoorden
Het Gronings kent heel veel onregelmatige werkwoorden, meer dan het Nederlands. Hieronder staat een aantal voorbeelden. Het werkwoord hebben wordt ook weleens foutief als hemmen geschreven, omdat dit dichter bij de uitspraak ligt, maar omdat bijvoorbeeld de ik-vorm ik heb is en niet ik hem wordt het geschreven als hebben. Het werkwoord wezen wordt ook wel uitgesproken als weden.

#### Hebben
| Tegenwoordige tijd         | Verleden tijd                     | Voltooide tijd                     |
| -------------------------- | --------------------------------- | ---------------------------------- |
| Ik heb / Heb ik?, He'k?    | Ik haar / Haar k?                 | Ik heb had / Heb k had?            |
| Doe hest / Hest?           | Doe haarst / Haarst?              | Doe hest had / Hest had?           |
| Hai het / Het er?          | Hai haar / Haar er?               | Hai het had / Het er had?          |
| Wie hebben / He've?        | Wie haren / Haar've?              | Wie hebben had / He've had?        |
| Ie/joe hebben / Hebben je? | Ie/joe haren / Haar-je?/Haren-je? | Ie/joe hebben had / Hebben je had? |
| Zai hebben / Hebben ze?    | Zai haren / Haren ze?             | Zai hebben had / Hebben ze had?    |

#### Wezen (zijn)
| Tegenwoordige tijd         | Verleden tijd                      | Voltooide tijd                                       |
| -------------------------- | ---------------------------------- | ---------------------------------------------------- |
| Ik bin / Bin k?            | Ik was / Was k?                    | Ik bin/heb west / Bin/Heb k west?                    |
| Doe bist / Bist?           | Doe waarst / Waarstoe?             | Doe bist/hest west / Bist/Hest west?                 |
| Hai is / Is e?             | Hai was / Was e?                   | Hai is/het west / Is/Het er west?                    |
| Wie binnen / Bi've?        | Wie wazzen / Wa've?                | Wie binnen/hebben west / Bi've/He've west?           |
| Ie/joe binnen / Binnen je? | Ie/joe wazzen / Wazzen joe/ Wa'je? | Ie/joe binnen/hebben west / Binnen je / Hei-je west? |
| Zai binnen / Binnen ze?    | Zai wazzen / Wazzen ze?            | Zai binnen/hebben west / Binnen/Hebben ze west?      |

#### Doun (doen)
| Tegenwoordige tijd                 | Verleden tijd            | Voltooide tijd                       |
| ---------------------------------- | ------------------------ | ------------------------------------ |
| Ik du', dou / Du'/Dou k?           | Ik dee / Dee k?          | Ik heb doan / He'k doan?             |
| Doe dust / Dust?                   | Doe deest / Deest?       | Doe hest doan / Hest doan?           |
| Hai dut / Dut er?                  | Hai dee / Dee er?        | Hai het doan / Het er doan?          |
| Wie dudden, doun / Du've?          | Wie deden / Dee've?      | Wie hebben doan / He've doan?        |
| Ie/joe dudden, doun / Du'-je?      | Ie/joe deden / Deden je? | Ie/joe hebben doan / Hebben je doan? |
| Zai dudden, doun / Dudden/Doun ze? | Zai deden / Deden ze?    | Zai hebben doan / Hebben ze doan?    |

#### Goan (gaan)
| Tegenwoordige tijd    | Verleden tijd                                  | Voltooide tijd                       |
| --------------------- | ---------------------------------------------- | ------------------------------------ |
| Ik goa / Goa k?       | Ik ging / Ging k?                              | Ik bin goan / Bin k goan?            |
| Doe gaaist / Gaaist?  | Doe gingst, gongst / Gingst?, Gongst?          | Doe bist goan / Bist goan?           |
| Hai gaait / Gaait er? | Hai ging / Ging er?                            | Hai is goan / Is er goan?            |
| Wie goan / Go've?     | Wie gingen, gongen / Ging've?, Gong've         | Wie binnen goan / Bi've goan?        |
| Ie/joe goan / Goi-je? | Ie/joe gingen, gongen / Gingen je?, Gongen je? | Ie/joe binnen goan / Binnen je goan? |
| Zai goan / Goan ze?   | Zai gingen, gongen / Gingen ze?, Gongen ze?    | Zai binnen goan / Binnen ze goan?    |

#### Loaten (laten)
| Tegenwoordige tijd                 | Verleden tijd                                  | Voltooide tijd                           |
| ---------------------------------- | ---------------------------------------------- | ---------------------------------------- |
| Ik loat / Loa'k?                   | Ik lait, luit / Lai'k? Lui'k                   | Ik heb loaten / He'k loaten?             |
| Doe letst / Letst?                 | Doe laitst, luitst / Laitst? Luitst?           | Doe hest loaten / Hest loaten?           |
| Hai let / Let er?                  | Hai lait, luit / Lait er? Luit er?             | Hai het loaten / Het er loaten?          |
| Wie loaten / Lo've?                | Wie laiten, luiten / Lai've? Lui've            | Wie hebben loaten / He've loaten?        |
| Ie/joe loaten / Lo-je?, Loaten je? | Ie/joe laiten, luiten / Laiten je?, Luiten je? | Ie/joe hebben loaten / Hebben je loaten? |
| Zai loaten / Loaten ze?            | Zai laiten, luiten / Laiten ze? Luiten ze?     | Zai hebben loaten / Hebben ze loaten?    |

#### Snieden (snijden)
| Tegenwoordige tijd           | Verleden tijd              | Voltooide tijd                           |
| ---------------------------- | -------------------------- | ---------------------------------------- |
| Ik snie / Snie'k?            | Ik snee / Snee'k?          | Ik heb sneden / He'k sneden?             |
| Doe snidst / Snidst?         | Doe sneest / Sneest?       | Doe hest sneden / Hest sneden?           |
| Hai snidt / Snidt e?         | Hai snee / Sneed er?       | Hai het sneden / Het er sneden?          |
| Wie snieden / Snieden we?    | Wie sneden / Sneden we?    | Wie hebben sneden / He've sneden?        |
| Ie/joe snieden / Snieden je? | Ie/joe sneden / Sneden je? | Ie/joe hebben sneden / Hebben je sneden? |
| Zai snieden / Snieden ze?    | Zai sneden / Sneden ze?    | Zai hebben sneden / Hebben ze sneden?    |

#### Zain (zien)
| Tegenwoordige tijd                                      | Verleden tijd            | Voltooide tijd                       |
| ------------------------------------------------------- | ------------------------ | ------------------------------------ |
| Ik zai / Zai'k?                                         | Ik zag / Zag ik?         | Ik heb zain / He'k zain?             |
| Doe zigst, zugst / Zigst? Zugst? (Oud Engels þú siehst) | Doe zagst / Zagst?       | Doe hest zain / Hest zain?           |
| Hai zigt, zugt / Zigt, zugt er? (Oud Engels Hé siehþ)   | Hai zag / Zag er?        | Hai het zain / Het er zain?          |
| Wie zain / Zai've?                                      | Wie zagen / Zagen we?    | Wie hebben zain / He've zain?        |
| Ie/joe zain / Zainen je?                                | Ie/joe zagen / Zagen je? | Ie/joe hebben zain / Hebben je zain? |
| Zai zain / Zainen ze?                                   | Zai zagen / Zagen ze?    | Zai hebben zain / Hebben ze zain?    |

### Voltooid deelwoord
Het voltooid deelwoord wordt net zoals in het Westerlauwers Fries gemaakt zonder ge-. Het is dus niet Ik heb gefietst, maar ik Ik heb fietst. Wel wordt er een vorm van hebben of wezen (zijn) gebruikt, net zoals in het Nederlands.
Het kan echter ook op een andere manier. Wanneer hetgeen waar het in het gesprek over gaat niet zo lang geleden is, kan het ook gemaakt worden met doun (doen). Hierbij is doun altijd het voltooid deelwoord en de gedane actie een infinitief. Voorbeeld Ik heb fietsen doan. Letterlijk betekent dit Ik heb fietsen gedaan., maar wordt in het Nederlands vertaald als Ik heb (zojuist) gefietst.

## Woordvolgorde
Een kenmerk van het Gronings dat de relatie met het Fries en de afstand tot het Nederlands goed laat zien is de woordvolgorde. In sommige gevallen komt deze namelijk niet overeen met het Nederlands en komt voor nietsprekers van het Gronings vaak over als substandaard. Deze kenmerken komen ook voor in het Fries.

### Hulpwerkwoorden
Het hulpwerkwoord komt achteraan in de zin te staan.
Gronings: Zeg mor davve nai' kommen willen.
Nederlands: Zeg maar dat wij niet willen komen.

### Tijdwoorden
Bij combinoaties van werkwoorden als "lopen zain" (zien lopen), "zain loaten" (laten zien), "regenen goan" (gaan regenen), "wachten stoan" (staan wachten) en "denken doun" (doen denken), ook wel genoemd "tijdwoorden", wordt in het Gronings de voltooide tijd gewoon gemaakt met een voltooid deelwoord. In het Nederlands wordt dit gedaan door het hele werkwoord twee keer te gebruiken. Voorbeelden:
Gronings: Ik heb heur lopen zain.
Letterlijk vertaald: Ik heb haar lopen gezien.
Correct Nederlands: Ik heb haar zien lopen.
Gronings: Ik heb heur t even zain loaten.
Letterlijk vertaald: Ik heb haar het even zien gelaten.
Correct Nederlands: Ik heb het haar even laten zien.
Gronings: t Is regenen goan.
Letterlijk vertaald: Het is regenen gegaan.
Correct Nederlands: Het is gaan regenen.
Gronings: Ik heb n uur wachten stoan.
Letterlijk vertaald: Ik heb een uur wachten gestaan.
Correct Nederlands: Ik heb een uur staan wachten.
Gronings: Dat het heur denken doan aan heur overleden opoe.
Letterlijk vertaald: Dat heeft haar denken gedaan aan haar overleden oma.
Correct Nederlands: Dat heeft haar doen denken aan haar overleden oma.

### Hoofdzinnen en bijzinnen
Bij een hoofdzin en een bijzin die gekoppeld worden door het woord dat, krijgt de bijzin de woordvolgorde alsof het een hoofdzin is. Voorbeeld:
Gronings: Hai zee dat hai haar zien noaber zitten zain.
Westerlauwers Fries: Hy sei dat hy hie syn buorman sitten sjoen.
Letterlijk vertaald: Hij zei dat hij had zijn buurman zitten gezien.
Correct Nederlands: Hij zei dat hij zijn buurman had zien zitten.

### Meewerkend voorwerp, lijdend voorwerp
In de meeste talen komt het lijdend voorwerp voor het meewerkend voorwerp. In het Gronings is het vaak andersom. Bijvoorbeeld:
Nederlands: Ik heb het (l)  haar (m) even laten zien.
Gronings: Ik heb heur (m) t (l) even zain loaten.
Nederlands: Is het hem wel?
Gronings: Is hom t wel?

## Veelgebruikte woorden

### Ja
Het Gronings staat bekend om het gebruik van het woordje ja, wat het beste vertaald kan worden als het woord immers. Een letterlijke vertaling naar het Nederlands is echter lastig. Het woord ja kan in vrijwel elke situatie worden gebruikt, wanneer iemand wil verwijzen naar een eerder gebeurde gebeurtenis of een bekend of een logisch feit. Vaak wordt het woord aan het einde van de zin geplaatst, maar kan eventueel ook in het midden van de zin staan. Dit bepaalt wel de nadruk van de zin. Voorbeelden:
VB 1. Wie hebben t ter guster ja nog over had!
VB 2. Wie hebben t ter guster nog over had ja!
NL: We hebben het er gisteren nog over gehad!
Bij de eerste drukt de spreker uit dat er iets aan de hand is waar men de vorige dag nog over heeft gesproken. Het gaat hem in het eerste voorbeeld dan ook meer om het bekende feit dat het een dag eerder gebeurd is. Bij het tweede voorbeeld gaat het meer om het feit in het geheel, waarbij het feit dat het een dag eerder was, niet zo belangrijk is.
Na een zin met ja, volgt er meestal een uitleg: Dat kin ja nait, winkels binnen vandoag dicht. Dit woordgebruik kan vrijwel altijd gebruikt worden, dus mogelijk zijn ook zinnen als Nee ja, dat zonder uitleg nogal eens voor misverstanden kan zorgen. Deze gewoonte wordt ook vaak overgenomen in het Groningse Nederlands: Dat heb ik ja niet gedaan, je zag zelf dat dat ding vanzelf viel.

### Tou
Het woord tou (toe) wordt zeer veel gebruikt in het Gronings. Heel veel uitdrukkingen gebruiken dit woord. Voorbeelden zijn:
- Du mie der mor n puutje om tou. (Doe er maar een tasje omheen.)
- Ik blief hier tot vief uur aan tou. (Ik blijf hier tot vijf uur.)
- t Vaalt mie apmoal tou handen oet. (Het valt allemaal uit mijn handen.)
- Wie goan noar ons hoeske ien Fraankriek tou. (We gaan naar ons huisje in Frankrijk.)
- t Vaalt mie  slim tou (Het valt erg mee.)
- Dizzent krigst doe der tou. (Deze krijg je erbij.)
- Dat komt mie nait goud tou. (Dat komt mij niet goed uit.)
- t Liekt hom wel goud tou. (Het bevalt hem wel./Het lijkt hem wel wat.)

Het woord tou wordt in het Nederlands met toe vertaald maar in het correcte Nederlands wordt het niet vertaald. Het voorbeeld noar ... tou kent men ook wel in het Nederlands naar ... toe, maar het toe kan hier ook weggelaten worden. In het Gronings kan dit niet. Naast toe kan het ook gebruikt worden in plaats van tot. De zin "tou handen oet valen" betekent letterlijk "tot de handen uit vallen". Daarnaast kan het ook te betekenen. In sommige spellingen wordt te gewoon as te vertaald, omdat de uitspraak meer naar de -e gaat als naar -ou. De spellingskeuze voor tou versterkt echter de relatie met het Oostfries ("to", uitgesproken als [tou]).